# Hanna Poznihirenko
Hanna Serhiivna Poznihirenko (în ucraineană Ганна Сергіївна Позніхіренко; n. 8 aprilie 1994, Kiev, Ucraina) este o jucătoare de tenis din Ucraina.

1. ↑  Ganna Poznikhirenko